# K.d. lang
k.d. lang, rodným jménem Kathryn Dawn Lang (* 2. listopadu 1961) je kanadská hudebnice a herečka. Narodila se v Edmontonu, ale vyrůstala ve vesnici Consort. Studovala na Red Deer College ve městě Red Deer, kde se začala věnovat hudbě. Nejprve působila ve skupině The Reclines, s níž vydala tři studiová alba. Roku 1988 vydala své první sólové album Shadowland a téhož roku zpívala na zahajovacím ceremoniálu při zimních olympijských hrách. Později nahrála několik dalších alb; mimo hudby se občasně věnuje také herectví (hrála ve filmech, seriálech i v divadle). Za svou kariéru získala řadu ocenění, mezi něž patří například ceny Grammy, Juno či BRIT. V roce 2013 byla uvedena do Canadian Music Hall of Fame.

## Diskografie

### Studiová alba
- Shadowland (1988)
- Ingénue (1992)
- All You Can Eat (1995)
- Drag (1997)
- Invincible Summer (2000)
- Hymns of the 49th Parallel (2004)
- Watershed (2008)

### Alba ve spolupráci
- A Truly Western Experience s The Reclines (1984)
- Angel with a Lariat s The Reclines (1987)
- Absolute Torch and Twang s The Reclines (1989)
- A Wonderful World s Tony Bennettem (2002)
- Sing It Loud s The Siss Boom Bang (2011)
- case/lang/veirs s case/lang/veirs (2016)

### Soundtracky
- Even Cowgirls Get the Blues (1993)